# Chiton connectens
Chiton connectens är en blötdjursart som beskrevs av Thiele 1910. Chiton connectens ingår i släktet Chiton och familjen Chitonidae. Inga underarter finns listade i Catalogue of Life.